# 紫电改
紫电改（日语：しでんかい）是日本川西飛機公司將強風水上戰鬥機修改為陸地用战斗机「紫电」的改良機種。
紫電改為旧日本帝國海軍開發時的代號，軍方正式編號「紫電二一型」，在二一型前的前一版本機種稱為「紫電一一型」。旧日本帝國海軍在太平洋战争末期量產紫電改，並使用在本土防空任務。与同时期旧日本帝國陸軍視為空中決戰主力，機體設計相对保守的中岛四式战斗机相比，「紫电」采用了較多的新科技，如自動空戰襟翼與層流翼型等，前者用以提升飛機中低速下的操控品質與空戰性能，後者意圖減低阻力儘量追求高速化。
雖然在日本國內因諸多因素，紫電改被視為知名的傳奇機種，然而盟军在戰爭時期並未分辨出紫電系戰鬥機的差異，而將該型機代号統稱为「George」，並經常誤認為疾風或是零戰的亞種，直到战后取得詳細資料後才把紫電系戰機詳細分類，「紫电」订为了「George11」，「紫电改」为「George21」。当时日本海军的飞行员则喜欢称紫电为「J」，紫电改为「J改」。

## 开发流程

### 从强风到紫电
1941年（昭和16年）末，川西飛機發覺水上飛機的市場需求逐漸縮小，因此尋找新機種的研發方向。在社長川西龍三率領下，公司內部討論出三種發展方向：二式飞艇改造為陸用攻擊機、研發新型艦上攻擊機、以及將原本設計為水上戰鬥機的強風戰鬥機改造為陸用戰鬥機等案。最後決定將改造戰鬥機一案提交給日本海軍，1941年12月28日，川西技師菊原静男到日本海軍航空本部向本部長多田力三提出開發案，海軍這時正因為三菱的雷電與烈風開發延遲而感到不愉快，聽到川西的提案後就爽快的口頭允諾開發計劃。
然而海軍內部人員對於主攻水上飛機的川西飛機公司是否有能力開發陸用戰機多少抱持質疑態度，因此多次召開審議會監督實行成效，直到1942年4月以“仮称一号局地战斗机”（「仮称一号局地戦闘機」）的名稱通過开发许可案。不過“风”字只保留给了舰载或水上战斗机，陸上戰鬥機的名稱則是以電字著稱，因此改良機種取名为“紫电”(取自吴大帝孙权所藏六柄宝剑的第二把－紫电)。
為迎合海軍進度需求，川西改造新飛機時大量沿用強風既有設計；但最大的改變仍然是引擎，從原本用於轟炸機的三菱“火星一三型”更換為更輕盈且出力相等之中島譽發動機。雖然新飛機繼承航空研究所開發的層流翼設計，然而為了安裝起落架，主翼仍做了大幅度的結構修改，並安裝上自動空戰襟翼。機身設計上因引擎更換而直徑縮小，機尾因安裝尾輪之故設計也實施了許多修改。
1942年（昭和17年）12月27日，紫電原型機出厂，12月31日在伊丹機場試飛。然而除了“誉”式引擎发生了故障外，把主翼留在机身中央的作法使得新型试作机不得不采用結構复杂且收放時間較久的二段伸缩式起落架（原型機收入時間需耗時1-2分鐘，量產版加速至20秒，但零戰僅需12秒），再加上驾驶舱视野的不足导致了起飞与着陆时容易发生事故。此外紫電的實際性能距離盟軍新型戰機差距並未大幅縮小，原訂設計極速為時速653.8公里，但實測僅有570.4公里。
1943年（昭和18年）8月10日，在这些问题都未得到实质性解决的情况下，缺乏新型戰機的帝國海军仍決定簽下量产订单。但在紫電的操作說明書直敘「紫電為強風設計速改的陸基戰鬥機，在建案與設計上都有不周延之處，仍有大量的改良餘地」。

### 从「紫电」到「紫电改」
雖然紫電一一型在1942年底便首飛，但川西團隊知道日本海軍對紫電的評價不好，也不滿足這種急就章的半吊子改造；在1943年（昭和18年）1月5日，川西開始重新設計研發低單翼版本的紫電，開發計畫稱「仮称一号局地战斗机兵裝強化第三案」。海軍在1943年3月15日追認核准這計畫，並指示試製「仮稱一號局地戰鬥機改 N1K2-J」；同年12月31日，試製1號機出廠。
N1K2-J原型機設計為了與譽發動機達成適切搭配，與紫電差別最大的地方是主翼從中單翼挪動為低單翼構型，主翼形狀則維持不變，機身增加40公分、機體全長增加46公分、重量增加250公斤，由於主翼調整位置，原先造成大量問題的兩段式伸縮起落架也不須使用，起落架在改回單段式後收放速度也改善至8秒可收入。除此之外N1K2-J還較紫電簡化了生產複雜度，組裝總件與零組件數量較紫電減少三分之二，利於在戰爭末期日軍量產。
從紫电一一型（N1K1－J）和一一甲型（N1K1－Ja）起，主翼機砲艙皆預留了可裝設2挺空用機砲的空間，但當時只裝設1挺。在紫电一一乙型（N1K1－Jb）和随后的紫电改（N1K2－J）則取消了原本的機首軍械艙，將所有的空用機砲移放至主翼內。同样还装备了和“零战”类似的控制机内“操纵索”强度的装置，以便在高低速时按照喜好改变操纵手感。而在自动空战襟翼问题上，有些驾驶员如坂井三郎在战后的采访中提到了自动襟翼装置里的水银在某些情况下会出现氧化的问题，而有些其他的日本海军驾驶员则非常厌恶这种自动装置。
考虑到零战毫無機體防禦設計的缺失，紫电和紫电改設計時開始重視戰機要害裝備的防禦，機內油箱換用了防彈油箱，並配備自动灭火装置；美軍在戰後的技術調查以及2007年在俄亥俄州檢查現存的紫電改5312號機的結果指出紫電改的防彈油箱是在普通油箱外包覆以金屬網編織的防彈外殼，但無自封功能，並裝有二氧化碳滅火裝置。在驾驶座前方配置了防弹玻璃，也有在駕駛員背後裝備防彈鋼板的計畫（為此預留了安裝空間）。但依據當時絕大部分駕駛與地勤等現場人員的證辭，實戰中的紫電改都是沒有安裝防彈鋼板的。少數人宣稱看過有機體安裝，不過目前尚無確切證據支持。根據當時海軍的年輕王牌笠井智一回憶所言，駕駛座後方只有10cm厚的木板與頭靠，因此對來自後方的攻擊懷有隱憂。
紫電改的測試飛行員為志賀淑雄少校、古賀一中尉、増山上飛行士官。志賀少校給予紫電改相當優異的評價，認為該機「克服了紫電的缺陷並脫胎換骨」，尤其是俯衝測試科目時曾一度締造時速796.4公里的表現，遠優於當時服役的海軍戰鬥機。從1944年1月起測試至1944年4月，日本海軍的測評表示「改造有顯著效果」，並在4月4日下達全力全速量產之指示。也由於飛機的性能優秀，日軍甚至不僅將它視為乙戰（攔截機）機型，而是將它列為繼零戰後的甲戰（制空戰鬥機）主力機種。在實際公文發布前，海軍在3月通知三菱重工準備停產雷電與烈風，全力配合量產紫電改。海軍航空本部並計畫在昭和19年量產2,170架紫電改、昭和20年（1945）量產11,800架的遠大構想。

### 實戰紀錄
紫電在1943年量產時，配備在重建的第一航空艦隊10個海軍航空隊中的4個航空隊：341、343、345、361。第一支使用紫電的戰鬥機單位是第341海軍航空隊在1944年1月起換裝，但因為紫電戰機的量產遲緩，341航空隊在繳回原先操作的零戰，卻在1944年7月時還有部分部隊在操作九三式中級教練機進行飛行訓練，在7月時341航空隊總算得到滿編的76架戰機，7月10日再由第二航空艦隊移撥現役機後才將配備戰機增編至96架，也由於紫電戰機量產延遲，345、361兩支航空隊的換裝計劃後來取消，部隊解編，而343航空隊在1944年仍繼續使用零戰擔負戰備。
1944年8月至9月間，341航空隊開始進行紫電的進階訓練，隨後約有移防至臺灣高雄州岡山機場，參加了1944年10月由美國海軍第38特遣艦隊開啟的台灣空戰。10月11日，31架紫電戰鬥機與60架美軍戰機在台灣上空交戰，日軍聲稱擊墜10架美機、損失14架紫電，10月15日再度進行交戰，戰果不明。在台灣空戰告一段落後，1944年11月341航空隊剩餘戰機移防菲律賓，與201海軍航空隊一同參加雷伊泰灣海戰，在經過2個月的持續消耗戰後，在1945年1月7日341航空隊完成掩護特別攻擊隊任務後，配備的戰機全數損失，尚存活的人員自菲律賓撤退至臺灣，而341海軍航空隊在1945年3月1日解編時還倖存的17位飛官隨後調動至343海軍航空隊。至1945年後，紫電戰機逐漸較為罕見，而紫電改戰機則成為日本海軍陸上基地戰鬥機單位的主力。
紫電改戰機為後人廣泛知曉的緣故，是因為1944年底重編的第343海军航空队（343空），該單位是日本帝國海軍進行近代化的空戰改革試驗單位，也是1945年的帝國海軍中飛官水準最為頂尖的一群人。343海軍航空隊下有3個編制48架的戰鬥機飛行隊與1個偵察機飛行隊，理論滿編將會有144架戰機，但大多數時間並無法達成該數字，實際作戰不超過60架。
紫電改的首戰在1944年12月10日，由速水經康上尉駕駛，與6架零戰偕同攔截高空來襲的F-13偵察機。首次集團空戰則在1945年（昭和20年）2月17日，該次空戰有48架零戰、5架雷電、6架紫電改參戰，攔截掩護硫磺島攻擊而派遣烊攻的美國海軍戰機；該次空戰最後損失了11架零戰、1架紫電改。這6架分成2個飛行小隊，一支由岩下邦雄上尉、羽切松雄少尉、武藤金義飛行士官長駕駛紫電改（二一型）；另一支小隊則是海軍航空技術廠所屬飛行員，駕駛的是紫電改原型機(橙色塗裝)，山本重久上尉、増山上飛行士官、平林一飛行士官。據日本戰報稱，該次空戰岩下、羽切、山本、増久、平林等5位紫電改飛行員各有擊墜美軍1架戰機的成績，而武藤飛曹長甚至號稱擊落4架格魯曼的F6F地狱猫战斗机。
不過在P-51战斗机動用至日本本土轟炸護航任務後，飛行包絡線大多優於紫電改的P-51戰鬥機開始對日軍有效壓制；而且戰爭末期日本工業生產遭到美軍戰略轟炸破壞，紫電改量產時也受到品質不良的零件影響，使機體很難發揮出完整性能。即使如此，在戰爭末期也有一些經驗不夠的美軍飛行員被紫電系列機種引誘進入低空纏鬥狀態，而放棄自己的優勢。反而被紫電系列戰機給擊落的狀況。

## 机型

### 强风
十五试水上战斗机/强风一一型（N1K1）
“紫电”系列的水上战斗机鼻祖，发动机和“雷电”一样用的是火星一三型，机翼内安装了两挺20mm航空炮外加机身的2挺7.7mm机枪。

### 紫电
仮称一号局地战斗机/紫电一一型（N1K1-J）
採用了“誉二一型”的初期量產型，装备了两挺20mm航空炮外加机身的2挺7.7mm机枪。
紫电一一甲型（N1K1-Ja）
废止了初期型裝備在机身位置的两挺7.7mm机枪，在机翼里另外追加了两挺20mm航空機炮。
紫电一一乙型（N1K1-Jb）
取消了机翼下的20mm航空機炮的吊倉，改將4挺機炮都置於机翼内。有几架還改装為可裝備“火箭彈”的机体。
紫电一一丙型（N1K1-Jc）
強化一一乙型的主翼結構，改装為能携带4枚60kg或两枚250kg航空炸弹。

### 紫电改
仮称一号局地战斗机改/紫电二一型（N1K2-J）
紫電改最初量產型，共生產99架；在第51架量產機後機翼的20機砲修改為略往上仰3度的構型。为了更好的容纳“誉”发动机而作了大面积的瘦身改良，把主翼移到了机身下方，缩小了垂直尾翼的面积。
紫电二一甲型（N1K2-Ja）
二一型強化結構版本，生產100架，生產編號為101-200。可掛載4發60公斤或2發250公斤航空炸彈；且削減掉垂直尾翼前緣固定部分約13%的面積，操作安定性、可控性獲得改善。本型號測試飛行員為山本重久少校。
紫电二一练习战斗机型（N1K2-K）
二一型的双人练习机，將機體延長容納第二位操縱者，實際產量不明，但可確信有進入量產。
試製紫电三一型（N1K3-J）
又稱“紫电改一”，生產編號201號以後的機型。該機型投彈器改用電力操作，發動機架向前延長了150公厘，並加裝2挺三式重機槍。
試製紫电四一型（N1K3-A）
“紫电改二”，機體規格為試製三一型標準，共改造2架。該機型追加了降落在航空母艦上必須的尾鉤與強化相關結構，1944年11月12日由山本久重少校駕駛在東京灣降落在信浓号航空母舰上。
試製紫电三二型（N1K4-J）
“紫电改三”，把三一型的引擎改裝為装有“低压燃料喷射装置”的誉二三型（NK9H-S、ハ四五-二三型）。只有兩架，編號517、520號機。
試製紫电四二型（N1K4-A）
“紫电改四”，在三二型的机体上安装了尾钩的舰载战斗机型。據稱有一架三二型轉用提供改造，然而實際不明。
試製紫电改五（N1K5-J）
稱為紫电五三型或紫電二五型，該機將引擎換為烈風戰鬥機使用的“Ha－四三－一一型”（Ha－43－11，離陸輸出功率2,200匹馬力）。該機拆除了13公厘機槍，把機首空間挪用給結構更大、更重的新引擎，因此機首設計與既有的紫電改不同；本機在改造時川西飛機工廠被B-29給空襲，戰敗前仍未試飛，可能遭到炸毀。
还有其它计划安装“誉四四型”发动机的机型。

## 性能
| 机型         | 紫電一一型                                               | 紫電二一型（改）                                        |
| ------------ | -------------------------------------------------------- | ------------------------------------------------------- |
| 编号         | N1K1-J                                                   | N1K2-J                                                  |
| 全宽         | 11.99m                                                   | 11.99m                                                  |
| 全长         | 8.885m                                                   | 9.376m                                                  |
| 全高         | 4.058m                                                   | 3.96m                                                   |
| 机翼面积     | 23.5m²                                                   | 23.5m²                                                  |
| 翼負荷       | 165.96 kg/m²                                             | 161.70 kg/m²                                            |
| 机身自重     | 2,897kg                                                  | 2,657kg                                                 |
| 战斗重量     | 3,900kg                                                  | 3,800kg                                                 |
| 发动机       | “誉二一型”（動力限制1,800马力）                          | “誉二一型”（解除限制1,990马力）                         |
| 最高时速     | 583km/h（5,900m）                                        | 644km/h（6000m）                                        |
| 最高飞行高度 | 12,500m                                                  | 10,760m                                                 |
| 最大飞行距离 | 1,432km（正规）／2,545km（油箱）                         | 1,715km（正规）／2,392km（油箱）                        |
| 装备         | 主翼20mm航空炮2挺（各100发） 机前7.7mm机枪2挺（各550发） | 主翼20mm航空炮4挺 （内侧各200发、外侧各250发）共计900发 |
| 炸弹         | 60kg航空炸弹4枚、250kg航空炸弹2枚                        | 60kg航空炸弹4枚、250kg航空炸弹2枚                       |
| 生产数量     | 1,007架                                                  | 415架                                                   |

### 紫電改的重量定義問題
海軍內部的「紫電改取扱說明書」的「正規全備」一欄記載的重量為「3800kg」，而此數據是「到川西5100號機為止」。紫電二一型甲（N1K2-Ja）是從5101號機開始，所以可以合理認為3800kg這個數字是適用於N1K2-J，也就是第一批定型版紫電改的官方定義重量。
不過，這個3800kg是定義於紫電改還沒有自封油箱（但有自動滅火器）、也沒有防彈鋼板，只算入正面防彈玻璃和其固定框架整組重量的時期。後來一部份紫電改（J）和減小垂尾面積的紫電二一型甲（Ja）裝上了前述缺少的防護裝備，整體重量就提高到了4000kg左右。日方提供給美軍的紫電改說明文中也有提到「⋯全備重量相比前一型號的紫電增加了約250kg⋯」。由於紫電（N1K1-J）的定義全備重是3750kg，如果採3800kg的數值就會與這段文字互相矛盾，採4000kg則吻合，所以日方在戰時應該也是將紫電改視為四噸級的戰鬥機。
又，由海軍航空本部編纂，於昭和二十年一月發行的「秘」級保密文書「試製紫電改操縦参考書」中，關於飛行限制一項中提到「計畫於3800kg下保障7G操作過載」，而實施成果寫「於4027kg下保障6.6G過載」，一方面表示變相達成軍方的過載要求，另一方面則顯示4027kg才是正規版紫電改在實戰中的操作重量。
而昭和19年4月19日頒布的「試製紫電改（2號）搭載標準表」之中，有關於紫電改重量定義非常鉅細靡遺的表格：著裝帶傘飛行員+武器+彈藥+加力水箱+潤滑油⋯等等幾乎全上，但胴體後方320公升油箱只加46公升時，總重3800.19kg。後油箱也加滿，也就是達到真正意義的「機內全滿」時，總重量來到4001.58kg。再裝上25kg重的導航裝置「一式空三號·返航方位測定機」後，總重來到4026.58kg，進位後就是4027kg，與上述數值吻合。若再加裝33kg重的機腹掛架和400公升的機腹外掛油箱，紫電改的重量會進一步達到4353.58kg。（還沒加翼下炸彈，所以這還不是最大離陸重）
由此看來，四噸出頭應該才是實戰中紫電改「本來應該」要有的作戰重量。
但多數時候，日方還是以3800kg定義運用紫電改：日本式的外裝自封油箱效果不如美方的內裝式，但加上自動滅火器之後綜合滅火率達到95%以上，甚至超越美國只靠防漏油箱的抗燃表現。但是日本式的自封油箱佔的容積比較大，油箱全換成自封式之後呆重變高，油料卻減少，帶來的就是航程明顯縮短、攔截和護航半徑變小。加上日機飛行員通常比較喜歡操縱起來較為輕巧的飛機，除了某些重視生存性的飛行士官會要求自己的中隊/小隊盡量加裝防禦以外，多數中隊選擇不裝，傾向只靠自動滅火器+正面防彈玻璃作為基本防禦。
所以，3800kg這個常見的紫電改重量數據，其實是偷掉近200kg的防禦裝備（自封油箱、防彈板與後方防彈玻璃）和同樣200kg左右的油料而成的。

## 现存机体

### 强风·紫电
目前只有一架“强风”原型机依然被保留着，而“紫电”的所有机型都未能存活下来。

### 紫电改
1978年（昭和53年）11月30日，在爱媛县南宇和郡爱南町久良湾的海底发现了一架“紫电改”的残骸，次年7月被打捞了上来。这架“紫电改”后来被确认为是在1945年（昭和20年）7月24日迎战约两百架来袭美国飞机的二十架日本海军战斗机的一架。相关人员推测当时的驾驶员或许在看到了平静无浪的久良湾后把飞机迫降在了当地的海面上，虽然随后机体全身都被浸泡在了海水中，但没有受到太大的损伤。这名驾驶员的身份无法得到核实，不过可以基本确定为是参加了在“丰后水道”周围战斗的“第三四三海军航空队”未回归的六架战斗机的其中一架。在进行了维修和重新涂装后，现在这架机体被保存在了“南予观光都市”马濑山公园的“紫电改展示馆”内（游客可以免费进入展览馆，除了每年12月29日到1月1日的休息天，其余日期在早上九点到下午五点开馆），这也是日本国内唯一的一架“紫电改”。目前在美国仍然保有三架“紫电改”，分别分散在“国立海军航空博物馆”（机体编号五一二八），“美国国立空军博物馆”（机体编号五三一二）和“国立航空宇宙博物馆”。

## 流行文化

### 電子遊戲
- 《戰爭雷霆》
- 《應徵入伍》

## 相关项目
- 雷电
- 震电
- A7M烈風
- 三式战斗机“飞燕”
- 四式战斗机“疾风”
- 五式战斗机
- 第三四三海军航空队
- 太平洋之翼
- 陣風戰鬥機
- 閃電戰鬥機

## 备注
1. ↑  白虹：三国吴大帝孙权所藏六柄名剑。晋．崔豹《古今注》：“三国吴大帝孙权有六柄宝剑，一曰白虹，二曰紫电，三曰辟邪，四曰流星，五曰青冥，六曰百里。”
2. ↑  坂井曾參與紫電至紫電改初期的試飛與教程編寫，該時期的自動空戰襟翼尚未穩定而容易故障。並非技術本科的坂井只是轉述地勤與其他試飛員間流傳的故障可能原因，而不是後人揣測、謠傳的抹黑本機
3. ↑  部分老練飛行員在遭遇速度普遍優於日方機體的美軍機時，會傾向於不使用襟翼比拚加速性（紫電改不使用襟翼時，迴旋性能還是大致有F6F的水準），而非使用襟翼提升迴旋性能卻損失更多速度
4. ↑  [.   [2016-05-02]. （原始内容存档于2020-04-04）. ]